# Amyciaea forticeps
Amyciaea forticeps är en spindelart som först beskrevs av O. Pickard-Cambridge 1873.  Amyciaea forticeps ingår i släktet Amyciaea och familjen krabbspindlar. Inga underarter finns listade i Catalogue of Life.